# Женская сборная Швейцарии по водному поло
Женская сборная Швейцарии по водному поло — национальная ватерпольная команда, представляющая Швейцарию на международной арене. Управляющей организацией является Ассоциация плавания Швейцарии (нем. Schweizerischer Schwimmverband, Swiss Aquatics).

## Результаты выступлений

### Чемпионаты Европы
| Год        | Место          | И              | В              | Н              | П              | ГЗ             | ГП             | +/-            |
| ---------- | -------------- | -------------- | -------------- | -------------- | -------------- | -------------- | -------------- | -------------- |
| 1985—1991  | не участвовали | не участвовали | не участвовали | не участвовали | не участвовали | не участвовали | не участвовали | не участвовали |
| 1993       | 10             | 6              | 1              | 0              | 5              | 28             | 93             | -65            |
| 1995       | 12             | 5              | 0              | 1              | 4              | 17             | 66             | -49            |
| 1997—н. в. | не участвовали | не участвовали | не участвовали | не участвовали | не участвовали | не участвовали | не участвовали | не участвовали |